# Esuvis
|  | No s'ha de confondre amb Esubians. |

Els esuvis (en llatí Esuvii o Esubii), foren un poble de la Gàl·lia. Vivien entre el Sena i el Loira, no lluny de Bretanya. En un passatge Cèsar els anomena sessuvi i diu que eren un estat marítim de l'Armòrica. Probablement ocupaven l'antiga diòcesi de Séez propera a Le Mans i Évreux. Se'ls situa propers als nervis (nervii) i els rems (remi), però que la seva ciutat principal fos l'actual Esch, a la vora del riu Sauer, no té pas un consens general.
El 54 aC Cèsar va distribuir les seves tropes en quarters d'hivern; una legió, manada per L. Roscius, es va instal·lar al país dels esuvis. Un exèrcit de gals dels pobles d'Armòrica es va reunir per atacar a Roscius, però es van retirar el conèixer les notícies de les derrotes de la resistència a altres parts del país. Com a sessuvis tornen a ser esmentats junt amb els curiosolites i els vènets.